# 颞叶
顳叶（Temporal lobe）是大腦的主要脑叶之一，位於额叶和顶叶的下方、枕叶的前方。颞叶的背侧是外侧沟。

## 功能
颞叶是初级和次级听觉皮层的所在地，為處理聽覺訊息的中樞。
颞叶位于顶叶边缘的韦尼克区，和語言尤其是语言的理解，有重要的關係。而布洛卡区和语言的产生有很大的关联，因为布洛卡区和运动皮层（英文motor strip）相近。布洛卡区异常可导致运动皮层无法控制发声相关的肌肉，从而导致失语症。
颞叶內側的海马体在形成长期记忆中扮演著重要的角色。
颞叶底部的皮层参与视觉中的物体和人脸识别，属于视觉系统的“腹侧流”（即内容通路，“What pathway”）。

## 相关疾病
颞叶神经元的不正常放電可能導致癫痫。

## 外部連結
- head and neck（頭頸部）-大腦溝與迴（cerebral gyru and sulcus） （页面存档备份，存于）